# رهاب الانفراد
رهاب الانفراد (باللاتينية: Autophobia)، ويعرف أيضًا برهاب الذات أو رهاب الوحدة أو رهاب العزلة أو الأتوفوبيا نقحرةً، وهو أحد أنواع الرهاب من العزلة، بحيث يخشى المصابون به بشكل غير مبرر التعرض للعزلة أو الوحدة. وهو أيضًا رهاب محدد أو خوف مرضي أو رهبة من الذات أو من الوحدة أو العزلة أو الهجر أو التجاهل. ويرتبط هذا الرهاب بالوحدة مما يسبب قلقًا وتوترًا شديدين.
وعلى الرغم من أن رهاب الذات غير معترف به بوصفه اضطرابًا رهابيًا فرديًا في منشورات التشخيص الرئيسة للصحة العقلية، إلا أنه لا يزال اضطرابًا يمكن علاجه مثل أي اضطراب آخر قائم على القلق من خلال استخدام العلاجات والأدوية.
يعاني الأشخاص المصابون بهذه الحالة من محموعة من المواقف سواء في العزلة أو بصحبة الآخرين، فيعاني الأشخاص المصابون برهاب الانفراد من الخوف من عدم القدرة على التعامل مع التحديات بأنفسهم، ومن ناحية أخرى قد يظل الاشخاص المصابون بهذه الحالة يعانون من الخوف من الهجر والحفاظ على العلاقات حتى عندما يكون الأشخاص الذين تربطهم به علاقات حاضرين جسديًا.
رهاب الذات قد يرتبط أو يصاحبه رهاب آخر مثل رهاب الخلاء، وهو يعد بشكل عام جزءًا من مجموعة رهاب الخلاء، مما يعني أنه يتضمن العديد من الخصائص نفسها مثل بعض اضطرابات القلق واضطرابات فرط التنفس، وقد يكون موجودًا في حالة مصاحبة لهذه الاضطرابات، على الرغم من أنه يمكن أن يكون مستقلاً. الاهتمام الرئيس للأشخاص الذين يعانون رهاب الخلاء يتمثل في مدى قدرتهم على الحصول على المساعدة في حالة الطوارئ. مما يجعلهم خائفين من الخروج في الأماكن العامة أو التواجد وسط الحشود أو البقاء بمفردهم.

## الأعراض والعلامات
علامات وأعراض رهاب الانفراد ليست ثابتة ولكنها تختلف من حالة لأخرى. ومع ذلك فثمة مجموعة متنوعة من الأعراض الشائعة التي يظهرها الأشخاص الذين يعانون من هذه الحالة. أحد أكثر الأعراض أو العلامات المعروفة لرهاب الانفراد تكمن في الشعور بكمية كبيرة من الخوف والقلق عندما يكونون بمفردهم، أو يفكرون في المواقف التي تكون فيها العزلة عن الآخرين وشيكة. كما أن الأشخاص المصابين بهذا الاضطراب يعتقدون أيضًا أن ثمة كارثة وشيكة ينتظر وقوعها عندما يتم تركهم بمفردهم. لهذا السبب يبذل المصابون برهاب الانفراد كل ما بوسعهم لتجنب العزلة. توجد مجموعة من الأعراض والعلامات الأخرى لرهاب الانفراد، والي يمكن تقسيمها إلى أعراض عقلية وأعراض عاطفية وأعراض جسدية، وهو ما يمكن توضيحه من خلال الآتي:

### الأعراض العقلية
- الخوف من الإغماء.
- عدم القدرة على التركيز على أي شيئ آخر غير المرض.
- الخوف من فقدان العقل.
- عدم القدرة على التفكير بوضوح.

### الأعراض العاطفية
- التوتر بشأن الأوقات والأماكن المستقبلية التي قد يكون فيها المريض بمفرده.
- الخوف من الإنعزال.

### الأعراض الجسدية
- الدوخة والدوار.
- التعرق.
- الغثيان.
- الشعور بالوخز.
- جفاف الفم.
- زيادة معدل ضربات القلب.
- ارتعاش اليدين والساقين.

## مسببات المرض
رهاب الانفراد يمكن أن ينشأ من القلق الاجتماعي، لأنه عندما يترك الأشخاص المصابون بهذا الرهاب بمفردهم، فإنهم غالبًا ما يعانون من نوبات الهلع، وهي رد فعل شائع لدى المصابين بالقلق الاجتماعي. ويمكن أن ينشأ هذا المرض من الأكتئاب؛ لأنه عندما يصبح الأشخاص مصابين برهاب الانفراد بشكل خطير، فإنهم يبدأون في إيجاد أنشطة ومهام معينة يكون من المستحيل إكمالها. ويحدث ذلك عادة عندما يواجه المصابون برهاب الانفراد احتمالية الذهاب إلى مكان عام حيث يوجد العديد من الأشخاص، أو ببساطة مكان غير مريح أو غير مألوف بالنسبة لهم. يمكن أن يرتبط هذا الرهاب أيضًا ارتباطًا وثيقًا برهاب الخلاء، مما يؤدي إلى انخفاض الثقة بالنفس وعدم اليقين بشأن قدرتهم على إنهاء أنشطة معينة يجب القيام بها بمفردهم. يميل الأشخاص المصابون بهذا الرهاب إلى تخيل أسوأ سيناريو ممكن. على سبيل المثال، قد يصابون بنوبة هلع ثم يعتقدون أنهم سيموتون بسبب هذا الحدث. وعلى الرغم من أن هذا الرهاب يتطور غالبًا في سن مبكرة، إلا أنه يمكن أن يتطور في وقت لاحق من الحياة أيضًا. يصاب الأفراد أحيانًا بهذا الخوف عند وفاة أحد الأحباء أو انتهاء علاقة مهمة. يمكن أيضًا وصف رهاب الانفراد بأنه الخوف من البقاء بدون شخص معين. قد تخلق الأحداث المأساوية في حياة الشخص هذا الخوف من البقاء بدون شخص معين، ولكن هذا غالبًا ما يتطور في النهاية إلى خوف من الانعزال بشكل عام.

## العلاجات
لا يوجد علاج محدد لرهاب الانفراد؛ لأنه يؤثر على كل شخص بشكل مختلف. ويتم علاج معظم الأشخاص المصابين بهذه الحالة من خلال العلاج النفسي، بما في ذلك العلاج السلوكي المعرفي (CBT)، والعلاج بالكلام والاستشارة، ويمكن ايضًا العلاج بالتنويم المغناطيسي. ويمكن أيضًا استخدام بعض الأدوية الكيميائية لتحقيق استقرار في قلق المريض، والتي تشمل على سبيل المثال حاصرات بيتا، والأدوية المضادة للقلق والأكتئاب. وفي الحالات الخفية من رهاب الانفراد يكون العلاج بسيطًا وسهلاً. يوصي المعالجون ببعض السلوكيات التي من شأنها أن تشعر المرضى بانهم ليسوا بمفردهم عندما يكونون كذلك، من قبيل الاستماع إلى الموسيقي عند القيام بمهام بمفردهم، أو تشغيل التلفزيون عند تواجدهم في المنزل لإحداث ضوضاء في المحيط، حيث يمكن أن يكون استخدام الضوضاء لمقاطعة صمت المواقف المنعزلة عاملًا مساعدًا كبيرًا للأشخاص الذين يعانون رهاب الانفراد.